# Methia pallidipennis
Methia pallidipennis là một loài bọ cánh cứng trong họ Cerambycidae.